# 강기태 (화가)
강기태 (姜奇兌, 1965년 ~ )는 대한민국의 서양화가이다. 그는 영동고등학교에서 미술을 가르치고 있는 현직 교사이기도 하다. 1983년 용산고등학교, 1991년 홍익대학교 미술대학 서양화과, 1993년 홍익대학교 대학원 서양화과를 졸업하였다. 현재 강남미술가협회 회장, 한국미술협회 회원이다. 석판꼴라쥬, 석화를 주로 창작하고 있다.